# Fantasy (Earth, Wind & Fire)
Fantasy is een nummer van de Amerikaanse groep Earth, Wind & Fire. Het is de tweede single van hun 8e studioalbum All 'n All uit 1978. Het nummer werd in januari van dat jaar op single uitgebracht.

## Achtergrond
Fantasy  werd in 1977 in drie maanden tijd opgenomen; de inspiratie kwam nadat leider Maurice White de film Close Encounters of the Third Kind had gezien. Het nummer wordt overigens gezongen door Philip Bailey. Fantasy behaalde in thuisland de Verenigde Staten een bescheiden 32e positie in de Billboard Hot 100. In Nieuw-Zeeland werd de 14e positie bereikt en in Australië de 25e positie. In het Verenigd Koninkrijk werd de 14e positie bereikt in de UK Singles Chart.
In Nederland was de plaat op vrijdag 17 februari 1978 Veronica Alarmschijf op Hilversum 3 en werd een grote hit. De plaat bereikte de 6e positie in de Nederlandse Top 40 en de 7e positie in de Nationale Hitparade. Daarmee werd "Fantasy" de eerste top 10-hit voor EWF in Nederland. In de op Hemelvaartsdag 27 mei 1976 gestarte Europese hitlijst op Hilversum 3, de TROS Europarade, werd de 4e positie bereikt.
In België bereikte de plaat de 8e positie in de Vlaamse Radio 2 Top 30 en de 13e positie in de Vlaamse Ultratop 50.
Sinds de eerste editie in december 1999, staat de plaat steevast genoteerd in de jaarlijkse NPO Radio 2 Top 2000 van de Nederlandse publieke radiozender NPO Radio 2, met als hoogste notering tot nu toe een 163e positie in 1999.

## Covers
Van Fantasy zijn vele covers verschenen; de bekendste is die van Black Box , opgenomen in 1989 en in 1990 op single uitgebracht. In 2016 kwam de Spaanstalige salsaversie uit van Cubop City Big Band; het is de afsluiter van hun gecrowdfunde tribute-album Star - EWF Latino.

## NPO Radio 2 Top 2000
| Nummer met noteringen in de NPO Radio 2 Top 2000 | '99 | '00 | '01 | '02 | '03 | '04 | '05 | '06 | '07 | '08 | '09 | '10 | '11 | '12 | '13 | '14 | '15 | '16 | '17 | '18 | '19 | '20 | '21 | '22 | '23 | '24 |
| ------------------------------------------------ | --- | --- | --- | --- | --- | --- | --- | --- | --- | --- | --- | --- | --- | --- | --- | --- | --- | --- | --- | --- | --- | --- | --- | --- | --- | --- |
| Fantasy                                          | 163 | 180 | 201 | 230 | 305 | 279 | 317 | 355 | 355 | 304 | 286 | 205 | 327 | 326 | 347 | 381 | 358 | 366 | 370 | 479 | 530 | 474 | 524 | 582 | 492 | 550 |

1. ↑  Een vetgedrukt getal geeft de hoogste notering aan.